# Zona GIUK

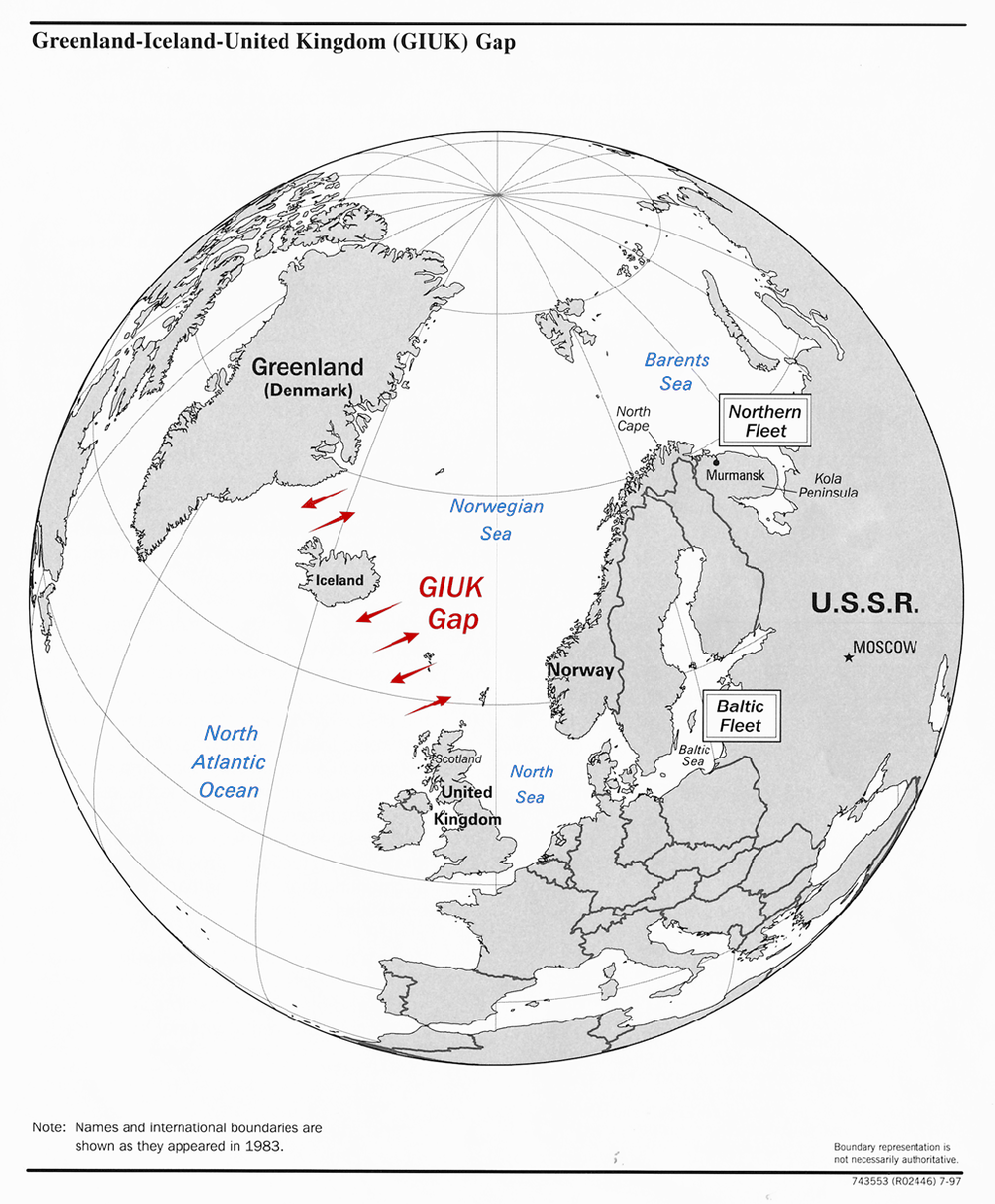
Imagine ilustrând noțiunea și conceptul strategic GIUK Gap

Zona GIUK este un concept și un acronim din perioada Războiul Rece ilustrând spațiul maritim extrem de larg și penetrabil (în ambele direcții, înspre și dinspre SUA, respectiv Uniunea Sovietică) dintre Groenlanda și Islanda pe de o parte (G pentru Groenlanda și I pentru Islanda), respectiv cel mai larg și mai penetrabil dintre Islanda și Regatul Unit (UK pentru United Kingdom — Regatul Unit).

## În cultura populară
Acest concept, prezentat ca Linia GIUK (The GIUK line în engleză) este menționat în câteva cărți ca un element narativ semnificativ. Astfel, Tom Clancy folosește conceptul în Red Storm Rising și The Hunt for Red October.

## Păsări
Zona GIUK este o rută de migrare naturală a unor păsări migratoare care traversează Atlanticul pe drumul cel mai scurt posibil pentru a ajunge în Groenlanda sau în nord-estul Canadei.